# قمری‌های خالدار
قمری‌های خالدار یا قمری‌های خال‌گردن (نام علمی: Spilopelia)، سرده‌ای از کبوترها است که با قمری‌ها ارتباط نزدیکی دارند، اما از نظر ریخت‌شناسی و رفتار از آنها متمایز می‌شوند. برخی از نویسندگان استدلال کرده‌اند که Stigmatopelia نام معتبری است که در خطوط [فرگشتی] پیشین آمده‌است، اگرچه توسط جانورشناس سوئدی کارل سوندوال  ساخته شده‌است. اما ریچارد شود و ایان جی میسون در کتابچه‌های جانورشناسی خود دربارهٔ فهرست پرندگان استرالیا Spilopelia را با استناد به بند 24 (b) از کد بین‌المللی نام‌گذاری جانورشناسی (ICZN) انتخاب کردند که از تصمیم نخستین بازنگری پشتیبانی می‌کند. نام Spilopelia ترکیبی از واژه یونان باستان spilos به معنای «لکه» یا «خال» و peleia به معنای «قمری» است.

## گونه‌ها
این سرده تنها دو گونه را دربر می‌گیرد:
- قمری خالدار، Spilopelia chinensis
- قمری خانگی، Spilopelia senegalensis